# Kabinett Kambanda
Das Kabinett Kambanda war vom 8. April 1994 bis 19. Juli 1994 die Regierung von Ruanda.
Bei einem Treffen von Parteifunktionären des MRND und Militärs wurde eine Übergangsregierung vereinbart. Staatspräsident sollte, abweichend vom Arusha-Abkommen, entsprechend der Verfassung von 1991 der Parlamentspräsident Théodore Sindikubwabo werden. Nach dem Abschuss des Flugzeugs des Präsidenten Juvénal Habyarimana am 6. April 1994 und der Ermordung der Premierministerin Agathe Uwilingiyimana durch Angehörige der ruandischen Armee am 7. April 1994 wurde die Übergangsregierung am 8. April 1994 von einem Krisenkomitee der ruandischen Armee eingesetzt. Das Kabinett setzte sich ausschließlich aus Hutus zusammen.
| Funktion                                          | Name                         | Bemerkungen                                                       | Partei                      | Geboren in |
| ------------------------------------------------- | ---------------------------- | ----------------------------------------------------------------- | --------------------------- | ---------- |
| Präsident der Republik                            | Théodore Sindikubwabo        |                                                                   | MRND                        | Butare     |
| Ministerpräsident                                 | Jean Kambanda                |                                                                   | MRND                        | Butare     |
| Außenminister                                     | Jérôme Bicamumpaka           |                                                                   | MRND                        | Ruhengeri  |
| Innenminister                                     | Callixte Kalimanzira         | bis 25. Mai 1994                                                  | MRND                        | Kigali     |
| Innenminister                                     | Édouard Karemera             | ab 25. Mai 1994                                                   | MRND                        | Kibuye     |
| Justizministerin                                  | Agnès Ntamabyaliro Rutagwera | Wohnte in Gitarama                                                | Parti libéral               | Kibuye     |
| Verteidigungsminister                             | Augustin Bizimungu           |                                                                   | MRND                        | Byumba     |
| Minister für Viehzucht, Land- und Forstwirtschaft | Straton Nsabumukunzi         |                                                                   | Parti Social Démocrate      | Butare     |
| Schulminister                                     | André Rwamakuba              | [ 1 ]                                                             | MRND                        | Kigali     |
| Hochschulminister                                 | Daniel Mbangura              | am 26. Mai 1994 zum Büroleiter von Théodore Sindikubwabo ernannt. | MRND                        | Gikongoro  |
| Hochschulminister                                 | Jean de Dieu Kamuhanda       | ab 26. Mai 1994                                                   | MRND                        | Kigali     |
| Finanzminister                                    | Emmanuel Ndindabahizi        | [ 2 ]                                                             | Parti Social Démocrate      | Kibuye     |
| Minister des öffentlichen Dienstes                | Prosper Mugiraneza           |                                                                   | Parti Social Démocrate      | Kibungo    |
| Informationsminister                              | Éliézer Niyitegeka           |                                                                   | MRND                        | Kibuye     |
| Minister für Handel, Industrie und Handwerk       | Justin Mugenzi               | [ 3 ]                                                             | Parti libéral               | Kibungo    |
| Planungsminister                                  | Augustin Ngirabatware        |                                                                   | MRND                        | Gisenyi    |
| Gesundheitsminister                               | Casimir Bizimungu            |                                                                   | MRND                        | Ruhengeri  |
| Transport- und Kommunikationsminister             | André Ntagerura              |                                                                   | MRND                        | Ruhengeri  |
| Arbeits- und Sozialminister                       | Jean-de-Dieu Habineza        |                                                                   | Parti libéral               | Gisenyi    |
| Minister für öffentliche Arbeiten und Energie     | Hyacinthe Nsengiyumva Rafiki | [ 4 ]                                                             | Parti Social Démocrate      | Gisenyi    |
| Minister Tourismus und Umwelt                     | Gaspard Ruhumuliza           | [ 5 ]                                                             | Parti Démocratique Chrêtien | Gitarama   |
| Ministerin für Familien und Bedingungen der Frau  | Pauline Nyiramasuhuko        |                                                                   | MRND                        | Ndora      |
| Jugend- und Vereinsminister                       | Callixte Nzabonimana         |                                                                   | MRND                        | Gitarama   |

Von 21 Kabinettsmitgliedern wurden 17 vor dem Internationalen Strafgerichtshof für Ruanda angeklagt.